# Niels Overweg
Niels Overweg (Amszterdam, 1948. május 15. –) válogatott holland labdarúgó, hátvéd, edző.

## Pályafutása

### Klubcsapatban
1967 és 1972 között a DWS, 1972 és 1974 között a Go Ahead Eagles játékosa volt. 1974 és 1981 között az FC Twente labdarúgója volt. Tagja volt az 1974–75-ös idényben UEFA-kupadöntős csapatnak. 1977-ben hollandkupa-győztes volt az együttessel. 1981 és 1983 között a DS’79 csapatában fejezte be az aktív játékot.

### A válogatottban
1975-ben négy alkalommal szerepelt a holland válogatottban.

### Edzőként
1987-ben a Vitesse, 1990 és 1993 között a Telstar vezetőedzőjeként dolgozott. 1995-ben ideiglenesen a Cambuur szakmai munkáját irányította.

## Sikerei, díjai
FC Twente
- Holland kupa (KNVB beker)
  - győztes: 1977
  - döntős: 1975
- UEFA-kupa
  - döntős: 1974–75

## Statisztika

### Mérkőzései a holland válogatottban
| Hollandia | Hollandia            | Hollandia                | Hollandia     | Hollandia | Hollandia  | Hollandia    | Hollandia | Hollandia |
| #         | Dátum                | Helyszín                 | Hazai         | Eredmény  | Vendég     | Kiírás       | Gólok     | Esemény   |
| --------- | -------------------- | ------------------------ | ------------- | --------- | ---------- | ------------ | --------- | --------- |
| 1.        | 1975. május 17.      | Frankfurt, Waldstadion   | NSZK          | 1 – 1     | Hollandia  | barátságos   | -         | 46'       |
| 2.        | 1975. május 31.      | Belgrád, JNA Stadion     | Jugoszlávia   | 3 – 0     | Hollandia  | barátságos   | -         |           |
| 3.        | 1975. szeptember 3.  | Nijmegen, Goffertstadion | Hollandia     | 4 – 1     | Finnország | Eb-selejtező | -         |           |
| 4.        | 1975. szeptember 10. | Chorzów, Stadion Śląski  | Lengyelország | 4 – 1     | Hollandia  | Eb-selejtező | -         |           |
|           | Összesen             |                          |               | 4         | mérkőzés   |              | 0         | gól       |